# 互相守護JAPAN
互相守護JAPAN（日语：まもりあいJAPAN）是Code for Japan開發的應用程式，用於向可能與2019新型冠狀病毒確診個案有密切接觸的人發送通知，原始碼在GitHub上公開。2020年5月8日，厚生勞動省決定正式引入「迅速通知與新型冠狀病毒確診個案之密切接觸等各種關聯資訊的智能電話應用程式」，本應用程式中止開發。

## 外部連結
- GitHub上的
- (mamoriai) - note